# Wilhelm Schmidt
Wilhelm Schmidt, S.V.D. (Hörde, 16 febbraio 1868 – Friburgo, 10 febbraio 1954), è stato un etnologo, antropologo e linguista austriaco.

## Biografia
Nacque a Hörde, Germania, nel 1868. Entrò nella Società del Verbo Divino nel 1890 e fu ordinato sacerdote cattolico nel 1892. Studiò linguistica alle università di Berlino e di Vienna. La passione principale di Schmidt era la linguistica. Dedicò molti anni allo studio delle lingue in tutto il mondo. I suoi primi lavori erano dedicati alle lingue Mon-Khmer del sud-est asiatico, e alle lingue dell’Oceania e dell’Australia. Le conclusioni di questo studio lo hanno portato a ipotizzare l'esistenza della superfamiglia linguistica delle Lingue austriche, che comprendeva il gruppo linguistico austronesiano. Schmidt riuscì a dimostrare che le lingue Mon-Khmer hanno collegamenti interni con altre lingue dei mari del sud, una delle scoperte più significative nel campo della linguistica.

## La teoria del monoteismo primordiale
Dal 1912 alla sua morte nel 1954, Schmidt pubblicò i 12 volumi del suo Der Ursprung der Gottesidee (L'origine dell'idea di Dio). Nell’opera Schmidt espose la sua teoria del monoteismo primitivo. Schmidt, dopo avere scoperto presso popolazioni fortemente primitive la credenza in un “essere supremo” ribaltò la tradizionale tesi evoluzionista sostenuta da James Frazer, secondo la quale la religione si era evoluta da un animismo originario al politeismo per poi approdare alla fede in un unico dio, nonché la tesi sostenuta da Sigmund Freud, secondo la quale le credenze religiose primitive avevano origine dal totemismo. Secondo Schmidt, al contrario, la religione primitiva in quasi tutti i popoli tribali nacque con un concetto essenzialmente monoteistico di un grande dio - di solito un dio del cielo - che era un creatore benevolo. "Schmidt pensava che esistesse un monoteismo primitivo (Urmonotheismus) prima che gli uomini e le donne iniziassero ad adorare una pluralità di divinità. In origine dovevano riconoscere solo una Divinità Suprema, che aveva creato il mondo e governava le vicende umane da lontano." Nel 1906, Schmidt fondò la rivista Anthropos, e nel 1931, l'Istituto Anthropos, entrambi i quali esistono ancora oggi. Nel 1938, Schmidt e fuggì dall’Austria occupata dai nazisti e si stabilì a Friburgo, in Svizzera. Morì a Friburgo il 10 febbraio 1954, all'età di 85 anni.

## Opere
- Wilhelm Schmidt: Der Ursprung der Gottesidee. Eine historisch-kritische und positive Studie. 12 Bände. Aschendorff, Münster 1912–1955.
- Wilhelm Schmidt: Die Sprachfamilien und Sprachkreise der Erde. Winter, Heidelberg 1926, ISBN 3-87118-276-1.
- Wilhelm Schmidt: Handbuch der vergleichenden Religionsgeschichte, zum Gebrauch für Vorlesungen an Universitäten, Seminaren usw. und zum Selbststudium. Aschendorff, Münster 1930.
- Wilhelm Schmidt, Wilhelm Koppers: Handbuch der Methode der kulturhistorischen Ethnologie. Aschendorff, Münster 1937.
- Wilhelm Schmidt: Das Eigentum auf den ältesten Stufen der Menschheit. 3 Bände. Aschendorff, Münster 1937–1942.
- Wilhelm Schmidt: Rassen und Völker in Vorgeschichte und Geschichte des Abendlandes. 1–3. Stocker, Luzern 1946.
- Wilhelm Schmidt: Das Mutterrecht. Verlag der Missionsdruckerei St. Gabriel, Wien-Mödling 1955.